# Dorine van der Klei
Dorine van der Klei (Amsterdam, 13 september 1940 – aldaar, 16 februari 2025) was een Nederlands zangeres, tekstschrijver van eigen liedjes, fotografe en journaliste.

## Familie
Dorine van der Klei was een dochter van beeldend kunstenaar Dora van der Veen en tandarts/pianist met een conservatoriumopleiding Justus Herman van der Klei.
In haar jeugd woonde ze langere tijd in het dorp Amstelveen. Daarna verhuisde ze naar de Prinsengracht in Amsterdam. Haar ouders waren diep geworteld in de kunsten; cliënten van haar vader betaalden dikwijls met kunstwerken. Haar ouders waren bestuursleden van Arti et Amicitiae.Het kunstenaarswereldje was dichtbij, moeder was een zus van verzetsstrijder Gerrit van der Veen, de in de Tweede Wereldoorlog gefusilleerde kunstenaar, naar wie Amsterdam een straat hernoemde.

## Loopbaan
Van der Klei doorliep haar middelbare school aan het Amsterdams Lyceum en studeerde verder aan de Kunstnijverheidsschool. Ze werd daarop journaliste en fotografe met onder andere reportages voor Het Vrije Volk, Het Parool, Vrij Nederland en het Algemeen Handelsblad. Uit die periode stamt haar fotoreportage Kinderen in de Jordaan, die zij vooral maakte vanwege het leven en de verhalen en niet zo zeer om de fotografische schoonheid. 
In 1970/1971 maakte ze de overstap naar het theater. Op 11 september stond ze samen met haar vijf jaar jongere zus Gerrie van der Klei als "The Sissies" op het podium van het Shaffytheater; ze werden op piano begeleid door Dorine's echtgenoot Boudewijn Leeuwenberg, Hans Hudson (jongleur, maar eigenlijk manusje-van-alles) en Wim van der Linden (film). Daaraan vooraf gingen optredens in een programma van Ageeth Scherphuis en het radioprogramma Tussen 12 en 2. The Sissies brachten liedjes uit de jaren twintig en dertig terug op het podium, gestoken in een nieuw arrangement van Leeuwenberg. In 1975 kwam het tot een breuk tussen de zussen. Na mededelingen dat ze door zouden gaan, viel even later toch definitief het doek; zij gaf de schuld aan karakterverschillen. Ieder ging haar eigen weg. 
Dorine kwam vervolgens met het theaterprogramma "O was ik maar nooit getrouwd", begeleid door Ruud Bos; ze zong daar (soms satirisch) over de vrouwenemancipatie van 1880 tot 1940. De titel leek te slaan op haar eigen leven. Ze was enige tijd getrouwd met Leeuwenberg; ze kregen samen een zoon. Er volgde echter een echtscheiding; in 1977 woonde ze al enige tijd samen met Theo Pont. Ze speelde toen fotografe in de televisieserie Klaverweide, in het Mini en Maxi-programma Klap es in je handjes en zong in de film Dokter Vlimmen.
Ook probeerde ze in die dagen samen met Elly Rietveld (voormalig echtgenote van Gerard Cox) een nieuw theaterprogramma op de planken te brengen (Sissies for sale). Een jaar later was dat weer voorbij en stond ze in de theaters met Leven is sloven en liefde is lastig (1979-1981). Ze trok er het hele land mee door. In 1982 volgde cabaretprogramma Wein ich, lach’ ich? Met pianist Tom Löwenthal en violist Hub Mathijsen, dat het tot Berlijn bracht. In 1984 kwam haar actieve loopbaan tijdelijk tot stilstand; ze wilde voornamelijk rust met af en toe een optreden. Al snel pikte ze de draad weer op met de show Ga maar rustig slapen; liedjes over de Tweede Wereldoorlog. 
In de jaren negentig kwamen nog theaterprogramma’s als Daniël en zijn moeder en Gaan we weer rustig slapen. Ze bleef tot in de jaren tien van de 21e eeuw actief; veelal samen met Daniël Cohen. Ondertussen probeerde ze orde te scheppen in haar fotocollectie, dat haar weerslag vond in een fotoboek, uitgegeven bij De Verbeelding.

## Latere jaren
Op latere leeftijd trad ze zo nu en dan op, zoals in 2022 (weer samen met haar zoon) in kinderboerderij Gliphoeve nabij Geldershoofd.
In het theaterseizoen 25/26 zou ze een vol seizoen op de planken staan met het eigen theaterprogramma "Geen woord gelogen", met liedjes en anekdotes uit haar leven. Tot vlak voor haar overlijden was ze nog actief met de voorbereidingen.

Dorine van der Klei overleed op 84-jarige leeftijd. Haar zoon was haar al voorgegaan. Haar rouwadvertentie vermeldde een tekstdeel uit haar lied Vluchtelingen:
En de machtswellustelingen met hun zieke politiek zijn alweer de fabrikanten, de grossiers van de tragiek.
- Gemeinsame Normdatei: 142999768
- International Standard Name Identifier: 0000 0001 0849 8737
- Nederlandse Thesaurus van Auteursnamen: 270328173
- RKD-Nederlands Instituut voor Kunstgeschiedenis: 328772
- Union List of Artist Names: 500470778
- Virtual International Authority File: 161020776
- WorldCat: E39PBJxrXrjgqTM4wrj8gTGbVC